# Elisabeth Broekaert
Elisabeth Broekaert (1964) is een Belgisch fotografe. 
Broekaert studeerde fotografie aan de Koninklijke Academie Voor Schone Kunsten in Gent. Daarna kon ze een beurs krijgen van The British Council om zich te specialiseren in documentairefotografie aan het Gwent College of Higher Education in Newport. De foto-essays die ze toen maakte werden gepubliceerd in The Sunday Correspondent.
Na haar studies ging ze als vrije fotografie aan de slag bij onder meer De Standaard, De Morgen, Elle, Knack, Vrij Nederland, Humo en Feeling. Ze was de met Oscar bekroonde film ook setfotografe bij Antonia en de televisieserie Terug naar Oosterdonk. 
In 1995 maakte Broekaert de reeks foto's De Wereld van de Moultons in het Amerikaanse Maine. Die reeks werd bekroond met de Prix RTBF en in 1998 werden enkele foto's opgenomen in La Bibliothèque Nationale de France in Parijs. 
Voor haar twee laatste boeken 'Let's stick together' en 'Vlees is het mooiste' werkte ze samen met dichter Bart Moeyaert.

## Boeken
- Meet the Moultons (1995)
- Let's stick together (2000)
- Vlees is het mooiste (2007)